# خوسيه تيتو هرنانديز
خوسيه تيتو هرنانديز (بالفرنسية: José Tito Hernández)‏ (و. 1994  م) هو راكب دراجة هوائية كولومبي.

## سجل الفوز

### سباقات أو مراحل فاز بها
| التاريخ        | السباق                           | المركز                                          |
| -------------- | -------------------------------- | ----------------------------------------------- |
| 17 فبراير 2019 | طواف كولومبيا 2019               | الثامن في تصنيف الجبال                          |
| 30 يونيو 2019  | فولتا كولومبيا 2019              | الرابع في التصنيف العام، الثامن في تصنيف النقاط |
| 15 مارس 2020   | 2020 Gran Premio de la Patagonia | الفائز في التصنيف العام                         |
| 22 نوفمبر 2020 | فولتا كولومبيا 2020              | الخامس في تصنيف النقاط، السابع في التصنيف العام |
| 06 ديسمبر 2020 | 2020 Clásico RCN                 | الفائز في التصنيف العام                         |
| 25 أبريل 2021  | فولتا كولومبيا 2021              | الفائز في التصنيف العام                         |

## روابط خارجية
- خوسيه تيتو هرنانديز على موقع الاتحاد الدولي للدراجات (الإنجليزية)
- خوسيه تيتو هرنانديز على موقع أرشيف الدراجات (الإنجليزية)
- خوسيه تيتو هرنانديز على موقع إحصائيات الدراجات الإحترافية (الإنجليزية)
- خوسيه تيتو هرنانديز على موقع نسبة الدراجات (الإنجليزية)